# Kalayaan (Laguna)
Kalayaan é um município de  terceira classe de renda municipal (d) na província Laguna, nas Filipinas. De acordo com o censo de 1 de maio  de  2020 possui uma população de 24 755 pessoas e 5 790 domicílios.